# Lijst van burgemeesters van Urk
Dit is een lijst van burgemeesters van de Nederlandse gemeente Urk.
| Ambtsperiode                 | Naam burgemeester                        | Partij of stroming | Bijzonderheden                                                  |
| ---------------------------- | ---------------------------------------- | ------------------ | --------------------------------------------------------------- |
| voor 1801                    | Pieter Lubbertsz Cremer                  |                    |                                                                 |
| 1811 - 1817                  | Hendrik Klaaszoon de Haan                |                    | vóór 1811 president-burgemeester, tot 1813 maire, daarna schout |
| 1817 - 1834                  | Lambert Hunnik                           |                    | schout                                                          |
| 1834 - 1852                  | Pieter Nentjes                           |                    |                                                                 |
| 1852 - 1862                  | Klaas P. Kramer                          |                    |                                                                 |
| 1862 - 1866                  | Bastiaan van Putten                      |                    |                                                                 |
| 1866 - 1898                  | Hendrik (H.) Kagei (1835-1898)           |                    |                                                                 |
| 1898 - 1909                  | jhr. A.H.P.K. van Suchtelen van de Haare |                    | werd burgemeester van Sloten (N.H.)                             |
| 1909 - 1938                  | A. Gravestein                            |                    |                                                                 |
| 1938 - 1944                  | Gert (G.) Keijzer                        | ARP                |                                                                 |
| 1944 - 1945                  | J.W. Landman                             | NSB                | waarnemend                                                      |
| 1945 - 1956                  | Gert (G.) Keijzer                        | ARP                |                                                                 |
| 1956 - 1957 1962 - 1963 1973 | L.A. Verburg                             | ARP                | waarnemend; tevens burgemeester van IJsselmuiden                |
| 1957 - 1962                  | Jan (J.) Schipper                        | ARP                | ovl. 7 november 1962                                            |
| 1963 - 1973                  | Klaas (K.) Bossenbroek                   | ARP                | werd burgemeester van Genemuiden                                |
| 1974 - 1989                  | Andries (A.P.) Buijs                     | ARP/CDA            |                                                                 |
| 1989 - 1999                  | Sijko (S.) Veninga                       | CDA                |                                                                 |
| 1999 - 2005                  | Dick (D.G.) Schutte                      | RPF/CU             |                                                                 |
| 2005 - 2006                  | Johan (J.G.) de Groot                    | CDA                | waarnemend                                                      |
| 2006 - 2012                  | Jaap (J.) Kroon                          | CDA                |                                                                 |
| 2012 - 2019                  | Pieter (P.C.) van Maaren                 | CDA                | werd burgemeester van Zaltbommel                                |
| 2019 - 2020 2021             | Ineke (I.A.) Steinmetz-Bakker            | VVD                | waarnemend                                                      |
| 2020 - 2024                  | Cees (C.H.) van den Bos                  | SGP                | werd burgemeester van Goes                                      |
| 2024                         | Jan (J.C.) Westmaas                      | CDA                | waarnemend                                                      |
| 2024 - heden                 | Bart (B.) Jaspers Faijer                 | CU                 |                                                                 |